# Erithalis salmeoides
Erithalis salmeoides är en måreväxtart som beskrevs av Donovan Stewart Correll. Erithalis salmeoides ingår i släktet Erithalis och familjen måreväxter. Inga underarter finns listade i Catalogue of Life.